# Хуан де Гарай
Хуан де Гарай (на испански: Juan de Garay) e испански конкистадор и изследовател, основал редица градове в Южна Америка.

## Биография
Роден е през 1528 г. в Ордуня, Испания. На служба е при испанския крал във Вицекралство Перу. За известно време е управител на Асунсион (днес вПарагвай) и основава редица градове в Аржентина, близо до района на река Парана. Гарай извършва второто основаване на Буенос Айрес през 1580 г.
През 1543 г., отплава за Перу с чичо си Педро де Сарате, по време на първата експедиция на вицекраля Бласко Нунес Вела. През 1561 г. участва в основаването на Санта Крус де ла Сиера. През 1568 г., Гарай се премества в Асунсион, където се издига в политиката. През април 1573 г., губернаторът на Асунсион го изпраща, заедно с осемдесет мъже, на експедиция по река Парана, при която той основава град Санта Фе де ла Вера Круз. През 1576 г. Гарай е назначен за губернатор на Асунсион. Като управител, той се опитва да избегне кръвопролитията, като внесе правосъдие и цивилизация на местните жители. За тази цел той основава индиански села и установява местни власти със закони.
През 1580 г., още с чин капитан-генерал на вицекралството, той извършва второто основаване на важния град на брега на Рио де ла Плата, който първоначално е основан от Педро де Мендоса през 1536 г. под името Нуестра Сеньора дел Буен Айре, но по-късно е разрушен от местните жители. Гарай основава Буенос Айрес за втори път на 11 юли 1580 г. Той стъпва на брега на Рио де ла Плата на мястото на днешния Пласа де Майо и повторно основава града, кръщавайки го Сантисима Тринидад, а пристанището му – Санта Мария де лос Буенос Айрес. Този град по-късно се превръща в столица на Аржентина.
По-късно, Гарай тръгва на експедиция в търсене на легендарния „град на цезарите“ (1581 – 1582).
Хуан де Гарай умира в близост до Рио де ла Плата, по време на пътуване от Буенос Айрес до Санта Фе на 20 март 1583 г. Неговата група от 40 души, францисканци и няколко жени, навлиза в района на неизвестна лагуна и решава да прекарат нощта на брега на река Каркарана. Групата е нападната от засада от туземците керанди, които убиват Гарай, един францисканец, една жена и дванадесет от войниците.

## Семейство
Хуан де Гарай има дъщеря, Джеронима де Контрерас, която се омъжва за Ернандо де Сааведра Ариас, губернатор на Рио де ла Плата.